# Anna Dorothea Lange
Anna Dorothea Lange (* 1715 in Eisenach; † 1764) war eine deutsche Schriftstellerin. Sie schrieb etliche Gedichte, darunter ein naturbezogenes Gedicht zu den Schweizer Bergen.

## Leben
Anna Dorothea Lange wurde im Jahre 1715 in Eisenach unter dem Namen Anna Dorothea Gnüge geboren. Sie hatte eine ältere Schwester Amalie Magdalene Wilhelmine Silber, die eine Lyrikerin war. Ihr Vater, ein Diakon in Eisenach, war Johann Andreas Gnüge. Ihr Ehegatte Samuel Gotthold Lange war ein Pfarrer in Laublingen bei Halle.
Zudem war ihr Ehegatte ebenfalls ein Dichter. Dementsprechend sind einige Oden von Anna Dorothea Lange in einer Sammlung ihres Mannes abgebildet.
Mit Samuel Gotthold Lange verbrachte sie 27 Jahre in einer glücklichen und liebevollen Ehe. Er beschrieb sie als eine kluge, zärtliche und tugendhafte Ehefrau. Sie schrieb Oden sowie humorvolle Gedichte, welche ihrem Mann gemäß sie auszeichneten. Samuel Gotthold Langes einziger Sohn, Ludolph Joachim Carl Lange, verstarb kurz nach Anna Dorothea Lange im Alter von 26 Jahren. Sie selbst verstarb mit 48 Jahren.

## Schriften
Anna Dorothea Lange verfasste etliche, darunter auch geistliche, Gedichte. Sie schrieb auch ein Gedicht nieder, welches sich an ihren Ehemann richtete. Dazu sind einige humorvolle Lieder von ihr hinterlassen worden. Zudem dichtete sie eine Dichtung über Schweizer Berge, welche sie Herrn J.C. Hessen widmete.

### Die Schweitzergebürge eine Ode. An Herrn J.C. Hessen.
In der Nachfolge von Albrecht von Hallers (Dichter und Mediziner) Gedicht Die Alpen schrieb Anna Dorothea Lange eine Ode auf die Schweizerischen Gebirge. Die Gedichte ähneln sich, da im Inhalt von beiden die Entdeckung der Alpen, das Schweizer Gebirge und deren Idylle der Lebensweisen beschrieben werden.
Das Gedicht beginnt mit der Schaffung der Erde und der dazugehörigen Natur durch Gottes Hand. Die Sterblichen jedoch fordern diese Macht des Erschaffers heraus. So bringt Gott einige Katastrophen wie Überschwemmungen und Wellen. Danach wird die Landschaft verändert und wandelt sich in Stein. Ein überragendes und gewaltiges Gebirge wird erschaffen. Das Tal zum großen Gebirge wird als die Schweiz mit den Alpen benannt. Dessen Volk, Tiere sowie ein Hirte, werden in dieser Landschaft erspäht. Eine Person besichtigt die Gebirgsspitze und macht Musik. Ein Wanderer ist begeistert von der Landschaft und lobt das Volk. Schlussendlich richtet sich der Text direkt an einen Menschen, wie jemand aus so einem herrlichen Land weggehen konnte und dass er die Freundschaft von Doris und Damon nie vergessen solle.
Das Gedicht lässt sich auch im Werk von ihrem Ehemann finden bei Horatzische Oden.

### Einige scherzhafte Lieder.
Die Lieder richten sich an direkt angesprochene Männer, wobei in einigen Liedern angedeutete Anekdoten auf deren Liebesleben hingewiesen wird, mit denen gescherzt wird. Einige Lieder sind davon in einer Art Briefform geschrieben, wobei die angeschriebene Person eine Antwort gibt.